# 科涅
科涅（法語：Cogne，法語發音：[kɔɲ]，義大利語發音：[ˈkɔɲɲe]）是意大利瓦莱达奥斯塔大区的一个市镇。总面积212平方公里，人口1481人，人口密度7.0人/平方公里（2009年）。ISTAT代码为007021。